# Catocala nymphagoga
Catocala nymphagoga är en fjärilsart som beskrevs av Eugen Johann Christoph Esper 1787. Catocala nymphagoga ingår i släktet Catocala och familjen nattflyn. Inga underarter finns listade i Catalogue of Life.